# Verordening van het Noordwesten

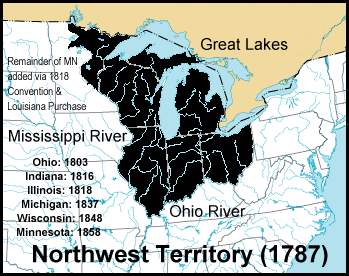
Noordwestterritorium (1787).

De Verordening van het Noordwesten (ook bekend als de Vrijheidsverordening) van 13 juli 1787 was een wet, aangenomen door het Congres van de Confederatie van de Verenigde Staten met als belangrijkste doelstelling de oprichting van het Noordwestterritorium. Dit werd het eerste federaal bestuurde territorium van de Verenigde Staten buiten het gebied ten zuiden van de Grote Meren, ten noorden en ten westen van de Ohio, en ten oosten van de Mississippi. Op 7 augustus 1789 bekrachtigde het Amerikaans Congres de verordening.
Naast de Amerikaanse Onafhankelijkheidsverklaring was deze verordening het meest belangrijke wetgevende besluit dat door de leden van het Continental Congress werd aangenomen. De Ordinance schiep een precedent aangaande de westelijke uitbreiding van de Verenigde Staten door middel van de creatie van nieuwe territoria en staten in plaats van vergroting van de reeds bestaande staten. Verder zorgde het verbod op slavernij in het territorium ervoor dat de rivier de Ohio de grens werd tussen vrije- en slaventerritorium in het gebied tussen de Appalachen en de Mississippi. Deze opdeling bracht de mogelijkheid voor een regeling tussen vrije- en slavenstaten die de basis vormde voor de belangrijkste politieke kwestie in de Amerikaanse politiek van de negentiende eeuw voor de Amerikaanse Burgeroorlog.

## Geschiedenis
Met de Vrede van Parijs (1763) werd het Ohio Territorium door Frankrijk overgedragen aan het Koninkrijk Groot-Brittannië waarna het afgesloten werd voor blanke nederzettingen als gevolg van de Koninklijke Verklaring van 1763. De Verenigde Staten eisten het gebied op na de Vrede van Parijs in 1783. Het gebied bleef onderwerp van overlappende en strijdende territoriale aanspraken van de staten Massachusetts, Connecticut, New York en Virginia. Tevens was er de aanhoudende Britse aanwezigheid waar pas een oplossing voor kwam na de Oorlog van 1812.
In 1784 stelde Thomas Jefferson voor dat de staten aan hun aanspraken op heel het gebied ten westen van de Appalachen zouden moeten verzaken. Het gebied zou moeten worden opgedeeld in nieuwe staten die dan tot de Amerikaanse Unie konden toetreden. Het voorstel van Jefferson voor het stichten van een nationaal domein via het overdragen van claims in de westelijke gebieden aan de Federale overheid had zijn oorsprong in eerdere voorstellen die teruggingen tot discussies in 1776 over de Artikelen van de Confederatie. Jefferson stelde voor om ruwweg zeventien rechthoekige staten te creëren uit het territorium. Hij had zelfs namen voorgedragen voor deze nieuwe staten, waaronder Chersonesus, Sylvania, Assenisipia, Metropotamia, Polypotamia, Pelisipia, Saratoga, Washington, Michigania and Illinoia. Het voorstel werd in een gewijzigde vorm aangenomen onder de naam Landverordening van 1784 en zonder de namen die Jefferson had bedacht. Deze verordening werd het referentiekader dat drie jaar later de basis zou vormen voor de Verordening van het Noordwesten.
De verordening van 1784 kreeg weerstand van George Washington in 1785 en van James Monroe in 1786. Monroe overtuigde het Amerikaanse Congres ervan om de voorgestelde staatsgrenzen te herzien. Bijgevolg werd een comité opgericht dat ervoor pleitte om dat deel van de verordening terug te roepen.